# 나코소 나오코
나코소 나오코(일본어: 勿来 なほ子 なこそ なおこ[*], 생몰년 미상)는 전 다카라즈카 소녀 가극단 츠키구미 주연 여역 클라스이다.

## 약력
- 1922년 - 12기생으로서 다카라즈카 음악가극학교 (현재의 다카라즈카 음악학교)에 입학하여, 다카라즈카 소녀 가극단 (현재의 다카라즈카 가극단)에 입단했다. 당시에는 "입학 = 입단"으로, 학교와 극단이 한몸이었다.
- 1935년 - 다카라즈카 소녀 가극단을 퇴단했다.

## 다카라즈카 소녀 가극단 재단 시절 주요 무대
| 기간 (월)    | 소속 | 제목                                 | 공연장            | 배역 | 비고 |
| ------------ | ---- | ------------------------------------ | ----------------- | ---- | ---- |
| 1927년       |      |                                      |                   |      |      |
| 2/1 - 2/28   | 츠키 | 댄스 홀                              | 다카라즈카 대극장 |      |      |
| 8/1 - 8/31   | 츠키 | 원숭이 게 합전                       | 다카라즈카 대극장 |      |      |
| 1928년       |      |                                      |                   |      |      |
| 6/1 - 6/30   | 츠키 | 거울의 궁                            | 다카라즈카 대극장 |      |      |
| 6/1 - 6/30   | 츠키 | 몽 파리                              | 다카라즈카 대극장 |      |      |
| 9/1 - 9/30   | 츠키 | 끊임없는 움직임                      | 다카라즈카 대극장 |      |      |
| 1929년       |      |                                      |                   |      |      |
| 3/1 - 3/31   | 츠키 | 코끼리 끄는 여자 킨피라 (象曳女金平) | 다카라즈카 대극장 |      |      |
| 6/1 - 6/30   | 츠키 | 도나우의 잔물결                      | 다카라즈카 대극장 |      |      |
| 1931년       |      |                                      |                   |      |      |
| 4/1 - 4/30   | 츠키 | 변화 병아리 (變化雛)                 | 다카라즈카 대극장 |      |      |
| 7/1 - 7/31   | 츠키 | 료벤스기 (良辨杉)                    | 다카라즈카 대극장 |      |      |
| 1932년       |      |                                      |                   |      |      |
| 5/1 - 5/15   | 츠키 | 등대귀신                             | 다카라즈카 대극장 |      |      |
| 5/16 - 5/31  | 츠키 | 하루노오도리 (칠요보)                | 다카라즈카 대극장 |      |      |
| 11/1 - 11/30 | 츠키 | 여왕 만세                            | 다카라즈카 대극장 |      |      |
| 1933년       |      |                                      |                   |      |      |
| 5/1 - 5/31   | 츠키 | 하치이누전(八犬傳)                   | 다카라즈카 대극장 |      |      |
| 10/1 - 10/22 | 츠키 | 파리의 아파시                        | 중극장            |      |      |
| 1934년       |      |                                      |                   |      |      |
| 5/5 - 5/20   | 츠키 | 베틸우(ベティルウ)                   | 중극장            |      |      |
| 5/5 - 5/20   | 츠키 | 타케시바 도중기(竹柴道中記)          | 중극장            |      |      |
| 11/1 - 11/30 | 츠키 | 하토히메 귀향(鳩姫里歸り)            | 다카라즈카 대극장 |      |      |
| 11/1 - 11/30 | 츠키 | 스오오치(素襖落)                     | 다카라즈카 대극장 |      |      |
| 11/1 - 11/30 | 츠키 | 청춘                                 | 다카라즈카 대극장 |      |      |